# Відділення фізики і астрономії НАН України
Відділення фізики і астрономії НАН України — наукове відділення Секції фізико-технічних і математичних наук НАН України.

## Установи
- Інститут фізики НАН України
- Інститут фізики напівпровідників імені В. Є. Лашкарьова НАН України
- Інститут металофізики імені Г. В. Курдюмова НАН України
- Інститут теоретичної фізики імені М. М. Боголюбова НАН України
- Головна астрономічна обсерваторія НАН України
- Інститут магнетизму Національної академії наук України та Міністерства освіти і науки України
- Інститут прикладних проблем фізики і біофізики НАН України
- Міжнародний центр "Інститут прикладної оптики" НАН України
- Фізико-технічний інститут низьких температур імені Б. І. Вєркіна НАН України
- Інститут радіофізики та електроніки імені О. Я. Усикова НАН України
- Радіоастрономічний інститут НАН України
- Інститут іоносфери НАН та МОН України
- Донецький фізико-технічний інститут імені О. О. Галкіна НАН України
- Інститут фізики гірничих процесів НАН України
- Інститут фізики конденсованих систем НАН України
- Інститут електронної фізики НАН України